# 凍原豆雁
（學名：Anser serrirostris）是繁殖於北西伯利亞的一種雁鴨科鳥類。本種與寒林豆雁被美國鳥類學會與國際鳥類學者協會視為不同種，但英國鳥類學會將兩者視為同種，統稱為豆雁。本種是冬天會往南遷移的亞洲鳥類。

## 描述
本種體長68至90 cm（27—35英寸），翼展140至174 cm（55—69英寸），重量1.7—4（3.7—8.8磅）。指名亞種雄雁平均重量為3.2（7.1磅），雌雁平均重量為 2.84（6.3磅）。的基部和尖端皆為黑色，中間有橙色帶，腿和腳也是亮橙色。翅膀覆羽的上半部呈深棕色，此點與白額雁（Anser albifrons）跟小白額雁（A. erythropus）相似，不同的地方是羽毛有白色的窄邊。
本種叫聲類似宏亮的喇叭聲，體型較小的亞種發出的音調較高。
與本種分類相近的粉腳雁（A. brachyrhynchus）有較短的喙，喙中間是明亮的粉紅色，腳也是粉紅色的，翅膀覆羽的上半部顏色，則是與灰雁相近的藍灰色。

## 分類
凍原豆雁有兩種亞種：

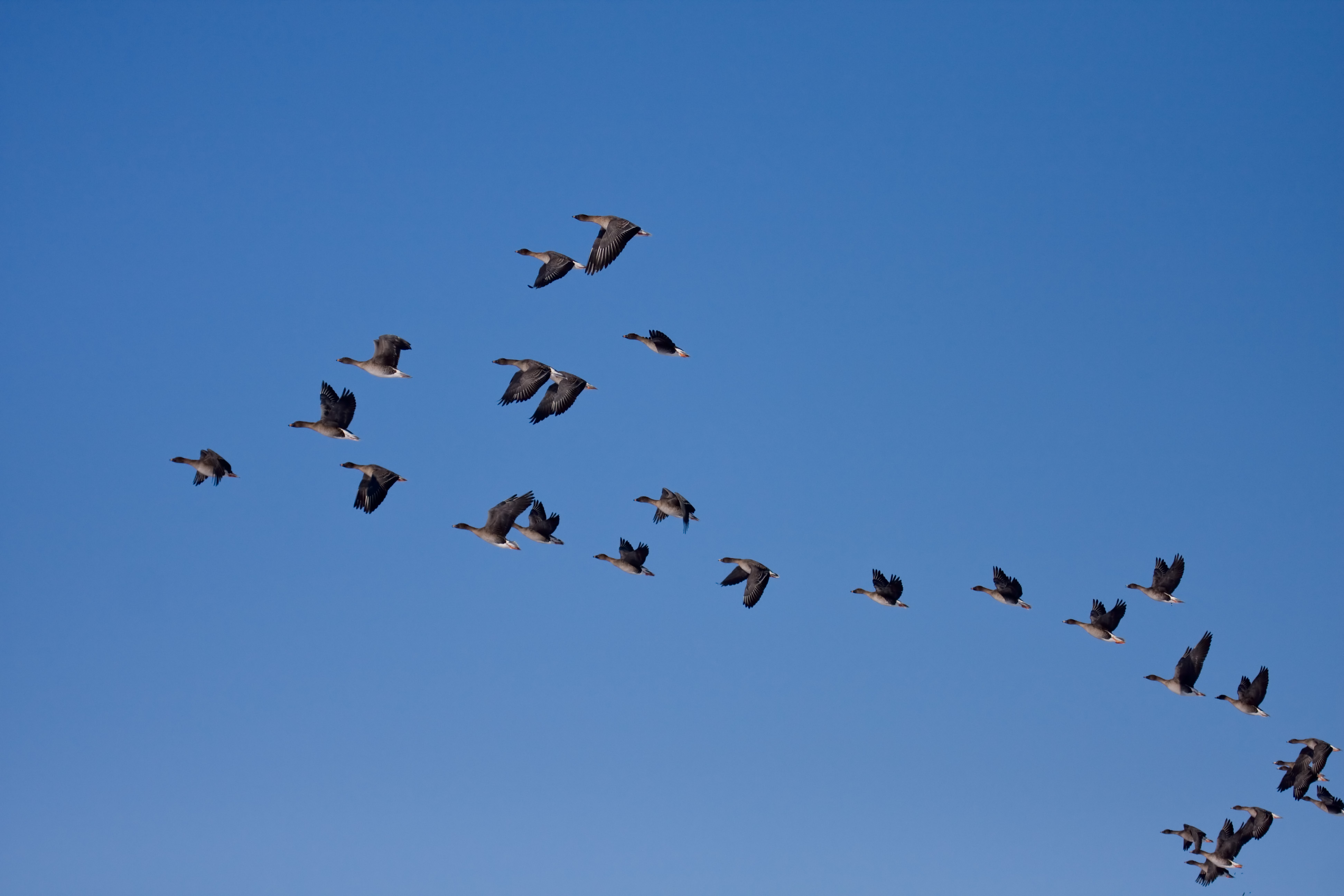
一群凍原豆雁

- A. s. rossicus (Buturlin（英语：Sergei Aleksandrovich Buturlin）, 1933)：分布於俄羅斯北部苔原東至泰米爾半島。體型小；喙短而粗，帶有窄橙色帶。Anser fabalis rossicus 是受《非洲-歐亞大陸遷徙水鳥保護協定（英语：Agreement on the Conservation of African-Eurasian Migratory Waterbirds）》（AEWA）保護的物種。
- A. s. serrirostris (Gould, 1852)：分布於東西伯利亞苔原。體型大；喙長而粗壯，帶有窄橙色帶。

## 分佈
凍原豆雁沒有常規的越冬地點，但常在其他灰雁族群發現小群體，最常見的地方是英格蘭的斯林布里奇溼地、格洛斯特郡、霍爾克姆沼澤和諾福克等地。
2020年11月4日被發現一家三口過境台灣，並在桃園農田覓食停留。。2021年11月約有22隻凍原豆雁一同到訪高雄市茄萣濕地。.   [2021-12-24]. （原始内容存档于2021-12-24）.
2022年1月27日鳥友蘇志民紀錄出現在金獅湖湖畔，混在豢養的家鵝、菜鴨群當中，已出現多時。蘇志民eBird紀錄清單S101516326 （页面存档备份，存于）